# Kobilji Do
Kobilji Do (cyr. Кобиљи До) – wieś w Czarnogórze, w gminie Cetynia. W 2011 roku liczyła 22 mieszkańców.